# Trigonia floccosa
Trigonia floccosa är en tvåhjärtbladig växtart som beskrevs av Henry Hurd Rusby. Trigonia floccosa ingår i släktet Trigonia och familjen Trigoniaceae. Inga underarter finns listade i Catalogue of Life.